# KZ-Außenlager Ladelund

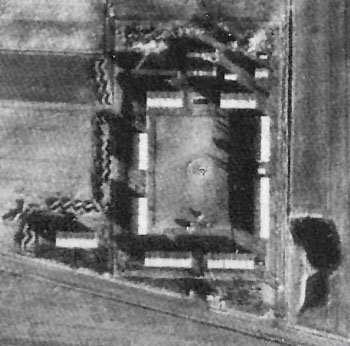
Luftaufnahme des KZ-Außenlagers Ladelund

Das KZ-Außenlager Ladelund, 20 km nordöstlich von Niebüll an der deutsch-dänischen Grenze gelegen, wurde am 1. November 1944 als Außenlager des Konzentrationslagers Neuengamme im Zusammenhang mit dem Bau des so genannten Friesenwalls mit Häftlingen belegt. Der Friesenwall war eine geplante, aber nur teilweise ausgeführte Wehranlage, die an der deutschen Nordseeküste gegen Ende des Zweiten Weltkriegs erstellt werden sollte. Das Konzentrationslager bei Ladelund war hierbei für die Errichtung von Schützengräben und Geschützstellungen einer militärisch sinnlosen „Riegelstellung“ südlich der dänischen Grenze zuständig. Am 16. Dezember 1944 wurde das Lager aufgelöst. Innerhalb der anderthalb Monate, in denen es bestand, starben 300 von über 2.000 Häftlingen.

## Geografische Lage

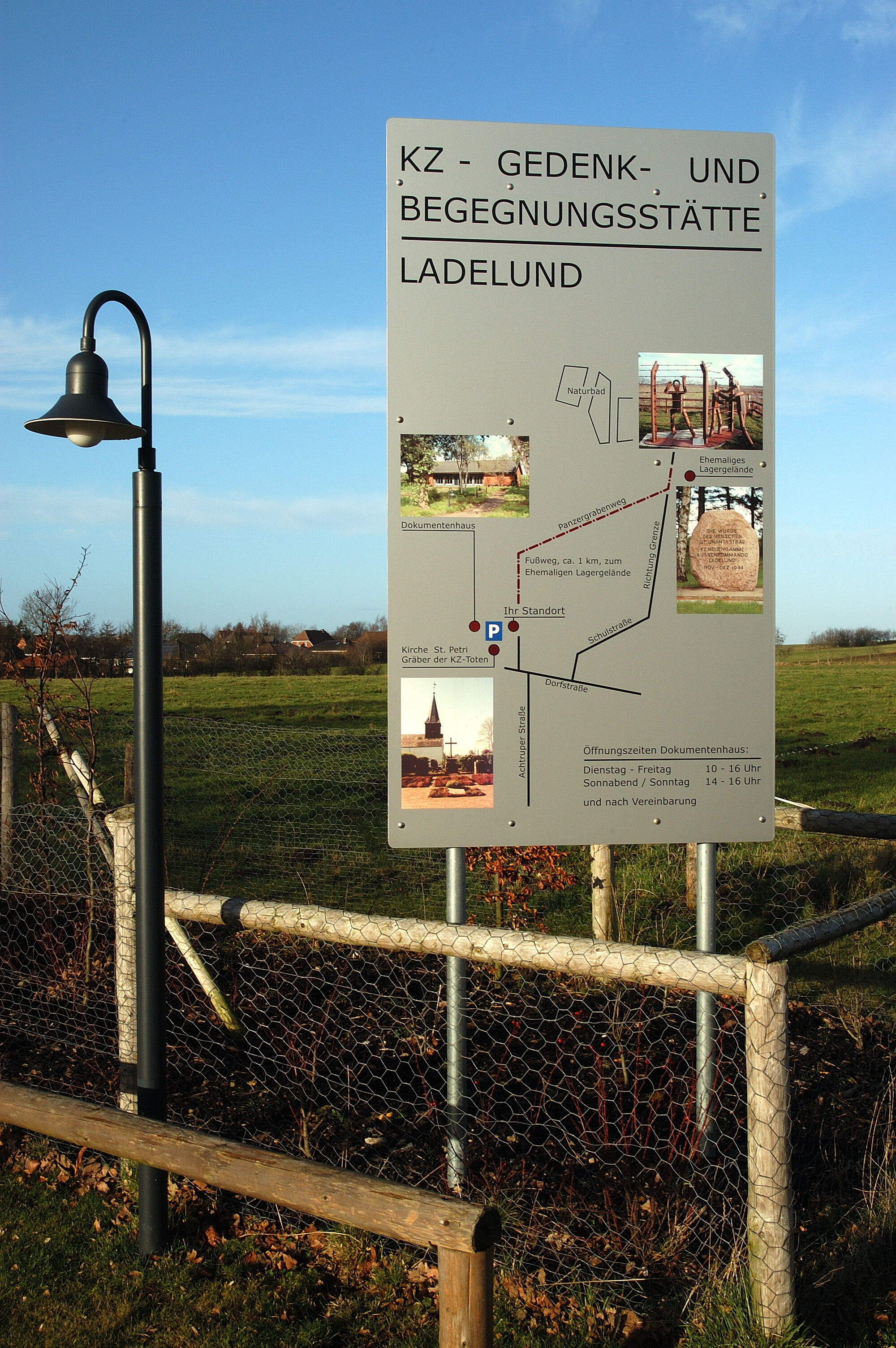
Übersichtsplan der heutigen Gedenkstätte

Das Areal, auf dem 1938 zunächst ein Arbeitslager des Reichsarbeitsdienstes (RAD) und später das KZ-Außenlager errichtet wurde, liegt nordöstlich von Ladelund im ehemaligen Kreis Südtondern (im heutigen Kreis Nordfriesland, Amt Südtondern) nahe der dänischen Grenze. Zirka acht Kilometer vom eigentlichen Lager entfernt befindet sich in Achtrup der Bahnhof, an dem 2000 Häftlinge aus vielen Ländern Europas in gedeckten Güterwagen eintrafen. Die Häftlinge mussten zu Fuß von Achtrup nach Ladelund laufen. Ladelund wurde als Außenlager-Standort wegen seiner Lage, des vorhandenen RAD-Lagerareals und der guten Transportwege gewählt.

## Vorgeschichte
1938 richtete der Reichsarbeitsdienst nordöstlich von Ladelund ein Barackenlager für 250 junge Männer ein. Diese erbauten parallel zur dänischen Grenze eine 34 Kilometer lange Straße von Süderlügum bis Flensburg; diese wurde „Betonstraße“ oder „Panzerstraße“ genannt. Außerdem arbeiteten sie bei Entwässerungsmaßnahmen, bei der Ödlandkultivierung und bei der Aufforstung mit. Das Arbeitslager Ladelund war nicht eingezäunt und nicht bewacht.

## KZ-Außenlager Ladelund

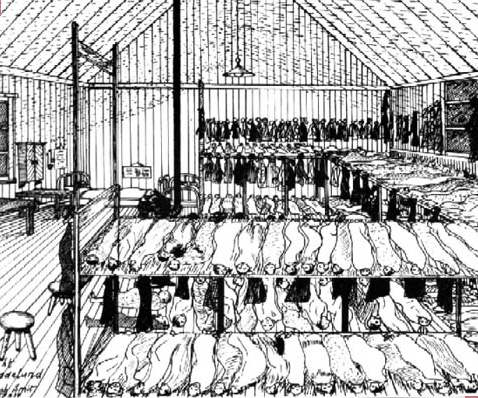
Das Innere einer Baracke, Zeichnung eines Insassen

Am 28. August 1944 befahl Hitler, an der Nordseeküste den sogenannten Friesenwall zu errichten. Für den Bau wurden 16.000 Kriegsgefangene herangezogen, sowie 6.000 KZ-Häftlinge, die aus dem KZ Neuengamme in neu errichtete Außenlager in den KZs Engerhafe (2.000 Gefangene) in Ostfriesland, Meppen-Versen (3000 Gefangene) und Dalum im Emsland (1.000 Gefangene) und Schwesing (bis zu 2500 Gefangene) sowie Ladelund in Nordfriesland verfrachtet wurden. Im Oktober 1944 begann dort die Umwandlung des Arbeitslagers in ein Außenlager des Konzentrationslagers Neuengamme. Dazu wurde es mit Stacheldraht umzäunt und erhielt vier Wachtürme. Am 1. November wurde es mit über 2000 Insassen aus Neuengamme belegt. Diese trafen auf dem Bahnhof Achtrup in Güterwaggons ein. Die meisten Häftlinge waren nach der KZ-Systematik – mit Ausnahme der Kapos – als „Politische“ klassifiziert und stammten aus ganz Europa. Sie waren als Widerstandskämpfer, Geiseln oder Zwangsarbeiter verhaftet worden. Die größte Gruppe stammte aus den Niederlanden; viele kamen aus dem Dorf Putten. Dort waren mehr als 600 niederländische Männer im Alter ab 17 Jahren aufwärts im Rahmen einer Strafaktion im Namen des deutschen Wehrmachtsbefehlshabers am 1. Oktober 1944 in Putten festgenommen worden. Der „Fall Putten“ galt als Vergeltungsaktion, nachdem Widerstandskämpfer in der Nähe des Dorfes einen Anschlag auf einen Geländewagen der Wehrmacht durchgeführt hatten. Dabei wurden ein Fahrzeuginsasse und ein Widerstandskämpfer getötet.
Am 2. Dezember 1944 wurden die Festgenommenen in das Durchgangslager Amersfoort und von dort in das KZ Neuengamme gebracht. Von den 588 sind nur 48 zurückgekehrt, die übrigen sind im KZ Neuengamme oder in anderen Konzentrationslagern umgekommen, so auch in Ladelund, wo schon bald die ersten Häftlinge an den unmenschlichen Bedingungen starben.
Ursprünglich war Ladelund als Reichsarbeitsdienstlager für 200 bis 250 Männer angelegt worden. Nach der Umwandlung in ein KZ-Außenlager hausten hier über 2000 Häftlinge in 50 Meter langen und acht bis zehn Meter breiten ungeheizten Baracken. In einer Barackenstube von knapp 40 m² Größe wurden 80–120 Häftlinge eingepfercht. Einzig der „Stubenälteste“ hatte ein eigenes Bett; die „Stubendienste“ teilten sich ein Bett. Alle anderen Häftlinge schliefen auf dem Fußboden oder auf groben Holzgestellen dicht an dicht, ohne Strohsäcke, ohne Matratzen, lediglich auf ein wenig ausgestreutem Stroh. Die sanitären Anlagen waren im Zuge der Umwandlung in ein KZ-Außenlager nicht ausgebaut worden und stammten noch aus dem alten Arbeitslager. Sie reichten, wie die Küche auch, für höchstens 250 Menschen aus. Die hygienischen Umstände im Lager waren katastrophal; Ungeziefer und Krankheiten verbreiteten sich. Trotz der widrigen Wetterbedingungen im November und Dezember 1944 waren die Baracken nicht beheizt. Dazu kam die schwere Arbeit, die viele Häftlinge vor allem an Panzergräben leisten mussten. Ein Panzergraben war vier bis fünf Meter breit und drei bis fünf Meter tief. Unterernährt, den Schlägen von Kapos ausgeliefert, arbeiteten Häftlinge oft elf bis zwölf Stunden täglich im eiskalten Wasser.
Waren die Häftlinge bereits unterernährt und geschwächt in Ladelund eingetroffen, sahen sie sich nun Ernährungssätzen ausgesetzt, die schon in ihrer offiziellen Version Hungerrationen waren. In Ladelund erhielten sie nicht einmal diese, da der Kommandant Lebensmittel unterschlug. Schon bald war die Todesrate so hoch, dass das Außenlager in Neuengamme als „Todeslager“ galt.
Am 16. Dezember 1944 war der „Friesenwall“ durch die veränderte militärische Lage vollends sinnlos geworden. Das Lager in Ladelund wurde aufgelöst und die überlebenden Häftlinge wurden nach Neuengamme zurückgebracht.

### Lagerorganisation

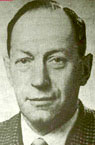
Lagerkommandant Hans Hermann Griem

#### Kommandantur
Kommandant des KZ-Außenlagers Ladelund war SS-Untersturmführer Hans Hermann Griem. Er unterschlug Lebensmittel, hatte Vergnügen an sadistischen Quälereien, erschoss persönlich mehrere Häftlinge und war häufig angetrunken. Nach der Auflösung der Lager war er bis März 1945 Kommandant im Emslandlager Dalum. Für seine Taten wurde Griem nie verurteilt.
Lager- und Verwaltungsführer war der SS-Oberscharführer Friedrich Otto Dröge. Für die Logistik des Lagers zeichnete ein SS-Unterscharführer Georges als „Rapport- und Blockführer“ verantwortlich. Er war damit unmittelbar für die Lebensbedingungen, die Versorgung und die Unterbringung verantwortlich.

#### Wachpersonal
Die Wachmannschaft eines Lagers bestand oft aus SS-Totenkopfverbänden, die durch ältere, nicht mehr felddienstfähige Marinesoldaten verstärkt wurden. Ladelund war eines von rund 80 Außenkommandos des KZ Neuengamme und eines von über 340 Lagern im gesamten Deutschen Reich. Die SS-Totenkopfverbände, die Wachmannschaften in den Lagern stellten, waren zur Bewachung all dieser Lager längst nicht mehr ausreichend. Dies führte in Ladelund dazu, dass nur der Kommandant und wenige Unterscharführer zur SS gehörten, während die Wachmannschaften aus Soldaten der Marine bestanden. Vermutlich stellte diese hierfür zwei Kompanien (rund 200 Mann) zur Verfügung, welche aus älteren Soldaten bestanden. Hitler hatte ihren Einsatz 1944 persönlich befohlen. Für ihren Einsatz in den Lagern wurden sie notdürftig ausgebildet, unter anderem mit Zeichnungen aus einem Bilderbuch für KZ-Wachmannschaften. Diese Soldaten wurden im Dorf Ladelund untergebracht.

#### Kapos
Als Blockälteste und Vorarbeiter waren kriminelle KZ-Häftlinge, die Kapos, eingesetzt, welche die Häftlinge quälten. Sie waren in der Regel verurteilte Gewaltverbrecher, die aus Zuchthäusern und Gefängnissen in den KZ-Dienst geholt worden waren, da man ihnen eine hohe Gewaltbereitschaft zutraute. Viele der als Kapos eingesetzten Häftlinge waren schon als Kapos im Lager Husum-Schwesing eingesetzt, so unter anderem Wilhelm Schneider. Er wurde 1911 in Dortmund geboren, hatte viele Vorstrafen und saß seit 1939 in „Vorbeugungshaft“. Im September 1944 wurde er Kapo in Husum-Schwesing und ab November 1944 aufsichtsführender „Arbeitseinsatz-Kapo“ in Ladelund. Wilhelm Demmer, 1904 in Moers geboren, wurde nach 1922 mehrfach straffällig. Er war seit März 1944 im KZ Neuengamme und wurde danach ebenfalls Kapo in Husum-Schwesing. Ab November war auch er Kapo in Ladelund.
Ihre Aufgaben bestanden darin, die Häftlinge zu bewachen, einzuschüchtern, zur Arbeit anzutreiben und zu bestrafen.
Den als reine Aufsichtspersonen tätigen Kapos, die selbst nicht arbeiteten, waren Vorarbeiter zugeordnet. Die relativ großen Privilegien korrumpierten viele der zu Kapos Ernannten. Teilweise suchte die SS von vornherein solche Häftlinge aus, die sich ihre Privilegien durch besondere Brutalität zu verdienen bereit waren und sich schon im Lager Husum-Schwesing „bewährt“ hatten.

### Reaktion der Bevölkerung
In Ladelund und Umgebung wurden in den Kriegsjahren Zwangsarbeiter vor allem in der Landwirtschaft eingesetzt. Die Errichtung des KZ-Außenlagers konfrontierte das Dorf mit der ganzen Wirklichkeit nationalsozialistischer Gewaltverbrechen.
Viele sahen die Häftlinge auf dem Weg zur Arbeit und hörten die Schreie der Geprügelten. Die Wachmannschaften waren in Häusern des Dorfes einquartiert. Ein Ladelunder Bauer musste die Leichen mit seinem Fuhrwerk zum Friedhof bringen. Täglich wurden beim Standesamt Sterbeurkunden aufgesetzt. Manche Ladelunder glaubten, dass im KZ-Außenlager gerechte Strafen verbüßt würden; es gab jedoch auch einige Versuche zu helfen.

### Grabstätte

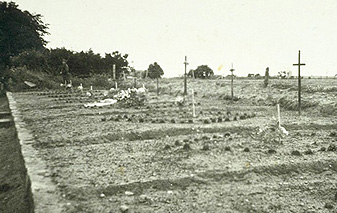
Die Grabstätte der Opfer 1945

Die Opfer des Konzentrationslagers Ladelund wurden am Rande des Dorffriedhofs in neun Gräbern beigesetzt. Aber anders als allgemein üblich wurden die KZ-Toten von dem damaligen Gemeindepastor Johannes Meyer (der selbst lange Mitglied der NSDAP und Deutscher Christ war und es ablehnte, an der Verfolgung der Täter von Ladelund mitzuwirken) so gut, wie es denn möglich war, nach christlicher Tradition auf kirchlichem Land begraben. Ihre Namen wurden in den Kirchenbüchern der Kirchengemeinde St. Petri Ladelund und an den Gräbern verzeichnet. Pastor Meyer berichtete in der Kirchenchronik ausführlich über „Das Konzentrationslager“ und rechtfertigte die Haltung der Gemeinde. Die Aufzeichnungen dienten zugleich seiner Entlastung. Aufgrund seines frühen Bekenntnisses zum Nationalsozialismus musste er die Amtsenthebung durch die britische Besatzungsmacht fürchten. 1948 erreichte er den Abschluss seines Entnazifizierungsverfahrens. Nach Kriegsende suchte Pastor Meyer Kontakt zu trauernden Angehörigen. Die Grabanlage wurde würdevoll hergerichtet und bereits ab 1950 zum Ausgangs- und Mittelpunkt des Gedenkens und internationaler Begegnungen.

## Nach 1945
Das Lagergelände bei Ladelund diente 1945/46 als Lazarett zur Nachbehandlung von amputierten Soldaten. Von 1946 bis 1959 wurden hier bis zu 200 Flüchtlinge und Vertriebene untergebracht. Danach wurden die Baracken von der zuständigen Kreisverwaltung nach und nach verkauft und das Grundstück wieder an den Pächter übergeben. 1970 wurde die letzte verbliebene Baracke abgerissen, nachdem Land, Kreis und Gemeinde den Eigentümer mit 5500 DM entschädigt hatten.

### Juristische Aufarbeitung
Ab 1945 begann die britische Militärjustiz mit den Ermittlungen im Fall KZ Ladelund. Dem Kommandanten Griem, anderen SS-Angehörigen und den Kapos wurde ab 1947 der Prozess gemacht, in dem sie zu hohen Strafen verurteilt wurden. Friedrich Otto Dröge und SS-Unterscharführer Georges waren nach dem Krieg nicht mehr auffindbar. Kommandant Griem gelang es, kurz vor Prozessbeginn zu entkommen. Erst 1963 nahm die Staatsanwaltschaft Flensburg die Ermittlungen gegen Griem wieder auf, kam in ihren Ermittlungen jedoch nicht recht voran, bis 1965 der Aufenthaltsort von Griem ermittelt werden konnte. Er hatte sich in Hamburg-Bergedorf niedergelassen, woraufhin das Verfahren 1966 an die Staatsanwaltschaft Hamburg abgegeben wurde. Sie begann mit systematischen Untersuchungen und strebte einen Prozess gegen Griem an, am 16. Januar 1969 eröffnete das Landgericht Hamburg die gerichtliche Voruntersuchung gegen Griem. Kurz vor Beginn des eigentlichen Prozesses starb Griem am 25. Juni 1971.

### Gedenkstätte

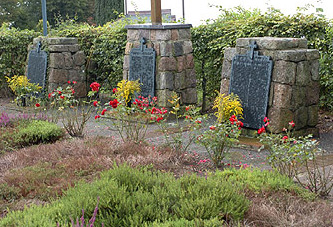
Mahnmal mit den Namen der Opfer des Lagers

Die KZ-Gedenk- und Begegnungsstätte Ladelund ist die älteste KZ-Gedenkstätte Schleswig-Holsteins und eine der ältesten in Deutschland. Sie begann mit der Aufarbeitung der Geschichte bereits 1950 auf Initiative des dortigen Gemeindepastors, der die Register über die auf dem kirchlichen Friedhof 1944 bestatteten Häftlinge geführt hatte, offiziell und mit Beteiligung von Betroffenen und Angehörigen der Opfer die Gedenkarbeit. In den 1980er Jahren gestaltete der Flensburger Gymnasiallehrer Jörn-Peter Leppien eine Ausstellung, die bis 2017 zu sehen war. Seit 1995 gibt es eine hauptamtliche Leitung. Die Gedenkstätte befindet sich in der Trägerschaft der örtlichen evangelisch-lutherischen Kirchengemeinde und wird seither auch vom Land Schleswig-Holstein, von der Nordkirche und vom Kirchenkreis Nordfriesland gefördert.

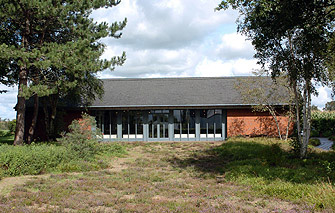
Dokumentenhaus

In Sichtweite der Gräber wurde 1989 ein Dokumentenhaus errichtet, das eine historische Dauerausstellung über die Geschichte des KZ-Außenlagers mit ihrer Vor- und Nachgeschichte sowie einen kleinen Medienraum, der auch als Seminarraum genutzt werden kann, beherbergt. Im Sommer 2006 konnte die Erweiterung des Gebäudes eingeweiht werden, so dass die Gedenk- und Begegnungsstätte der wachsenden Zahl von Besuchern gerecht werden kann.
Am Rande des ehemaligen Lagergeländes, dessen letzte Baracke 1970 abgerissen wurde, erinnert ein Gedenkstein an die Ereignisse von 1944. Dieser trägt die Inschrift:

„DIE WÜRDE
DES MENSCHEN
IST UNANTASTBAR
KZ NEUENGAMME
AUSSENKOMMANDO
LADELUND
NOV. - DEZ. 1944“

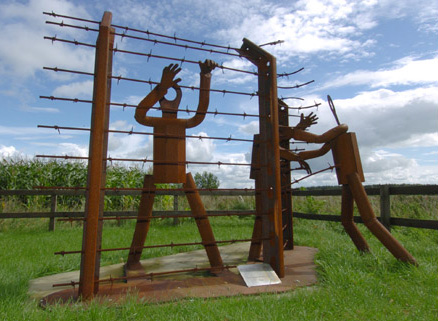
Von Jugendlichen errichtete Skulptur

Jugendliche des Theodor-Schäfer-Berufsbildungswerkes Husum errichteten im Mai/Juni 2002 im Rahmen eines gemeinsamen Projektes mit der Gedenkstätte Ladelund eine Stahlskulptur, die an das Schicksal der KZ-Häftlinge erinnert.

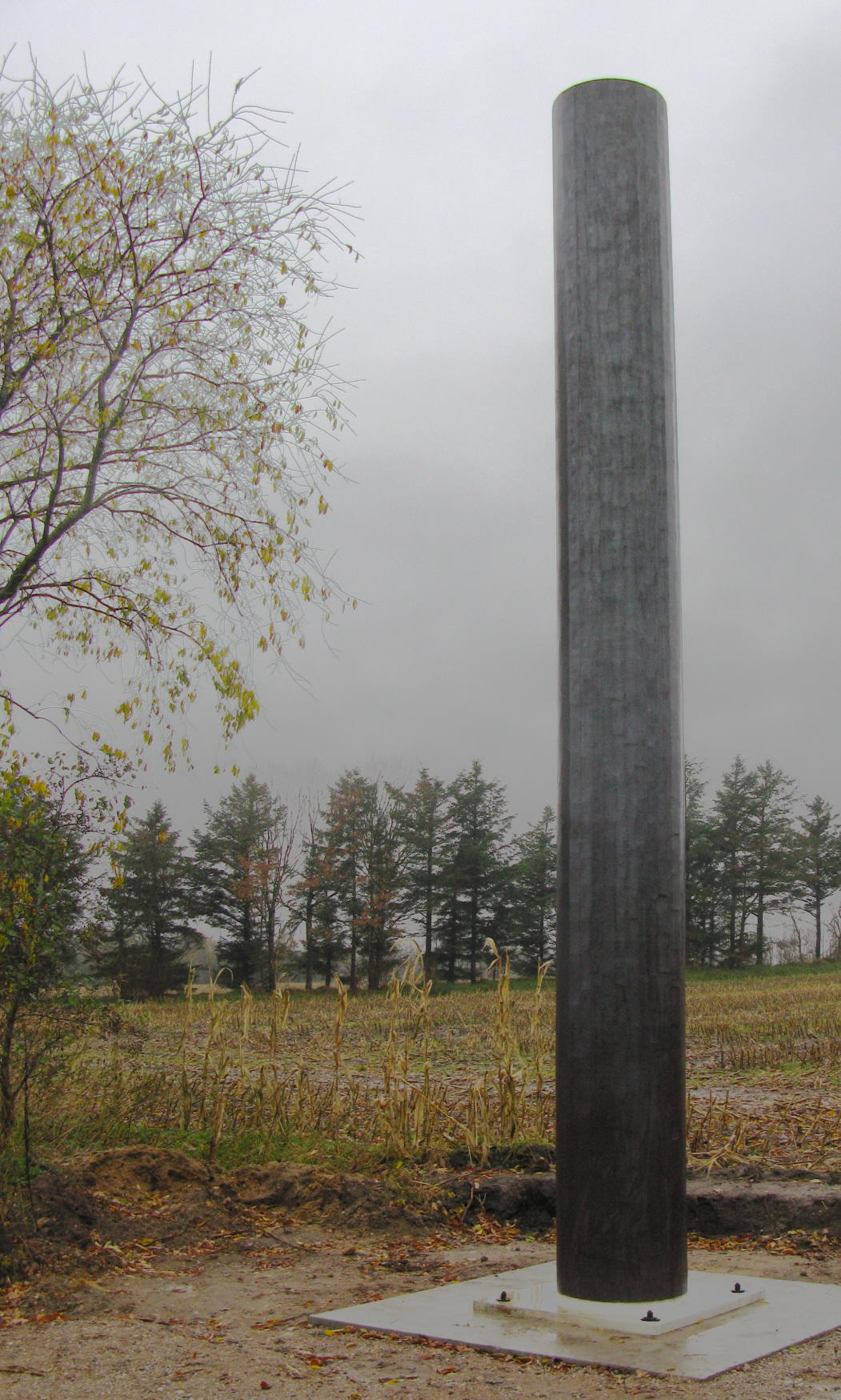
Stahl-Stele „Das Mal“ von Ansgar Nierhoff (2010)

Am Volkstrauertag 2010 wurde am ehemaligen Panzergraben die Stahl-Stele „Das Mal“ von Ansgar Nierhoff († 2. August 2010) als „Mahnmal, Landmarke und Sühnezeichen“ enthüllt.
Die Ausstellung, die seit 1990 im Dokumentenhaus beheimatet ist, wurde auf Wunsch des amtierenden Leiters der Gedenkstätte nach 25 Jahren modernisiert. Mit Hilfe von Fördergeldern der Bundesregierung, dem Land Schleswig-Holstein und der Nordkirche kommen seit 2017 moderne Erzähltechniken zum Einsatz. Insgesamt kostete die Überarbeitung 500.000 Euro. In der im November 2017 eröffneten Ausstellung informieren Schautafeln, Hör- und Filmstationen sowie Biografien auf Deutsch, Dänisch, Englisch und Niederländisch über das Schicksal der Häftlinge.

#### Freilegung eines Panzergraben-Teilstücks
Im Anschluss an die Errichtung der Stahlstele Ansgar Nierhoffs und in ihrer unmittelbaren Nachbarschaft legte der Archäologe Willi Kramer vom Archäologischen Landesamt Schleswig-Holstein einen zwanzig Meter langen Abschnitt des Panzergrabens frei. Der Graben bildete an dieser Stelle einen Versatz, eine „Traverse“.  Die Freilegung war von der Gedenkstätte initiiert worden. Die Stele hat auf diese Weise eine unmittelbare Verbindung zur Zwangsarbeit der KZ-Häftlinge bekommen.